# 6914 Becquerel
A 6914 Becquerel (ideiglenes jelöléssel 1992 GZ) a Naprendszer kisbolygóövében található aszteroida. Carolyn Shoemaker,  David H. Levy és Henry E. Holt fedezte fel 1992. április 3-án.